# Adhemarius
Adhemarius é um gênero de mariposa pertencente à família Bombycidae.

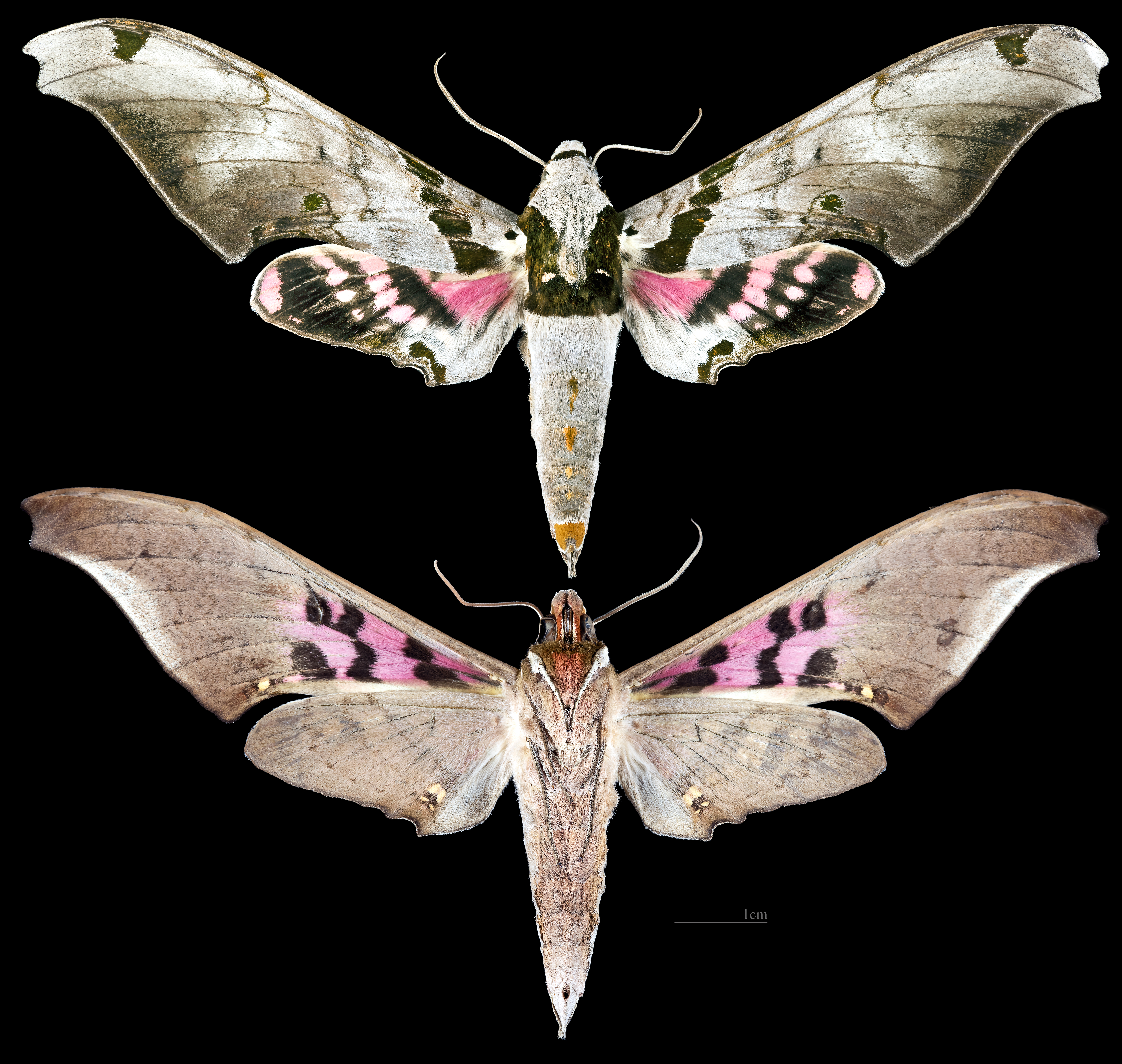
Adhemarius dentoni
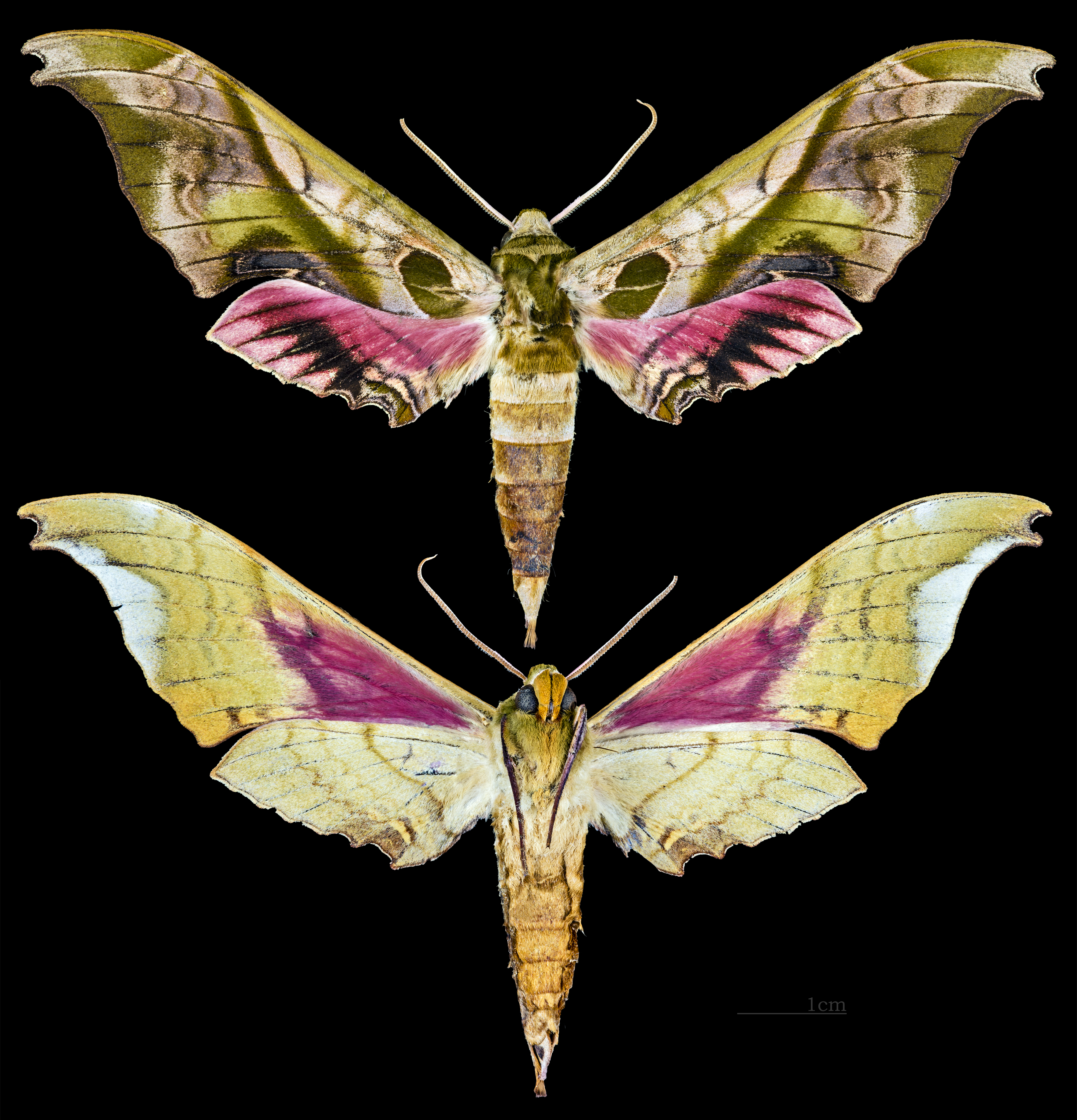
Adhemarius donysa - MHNT
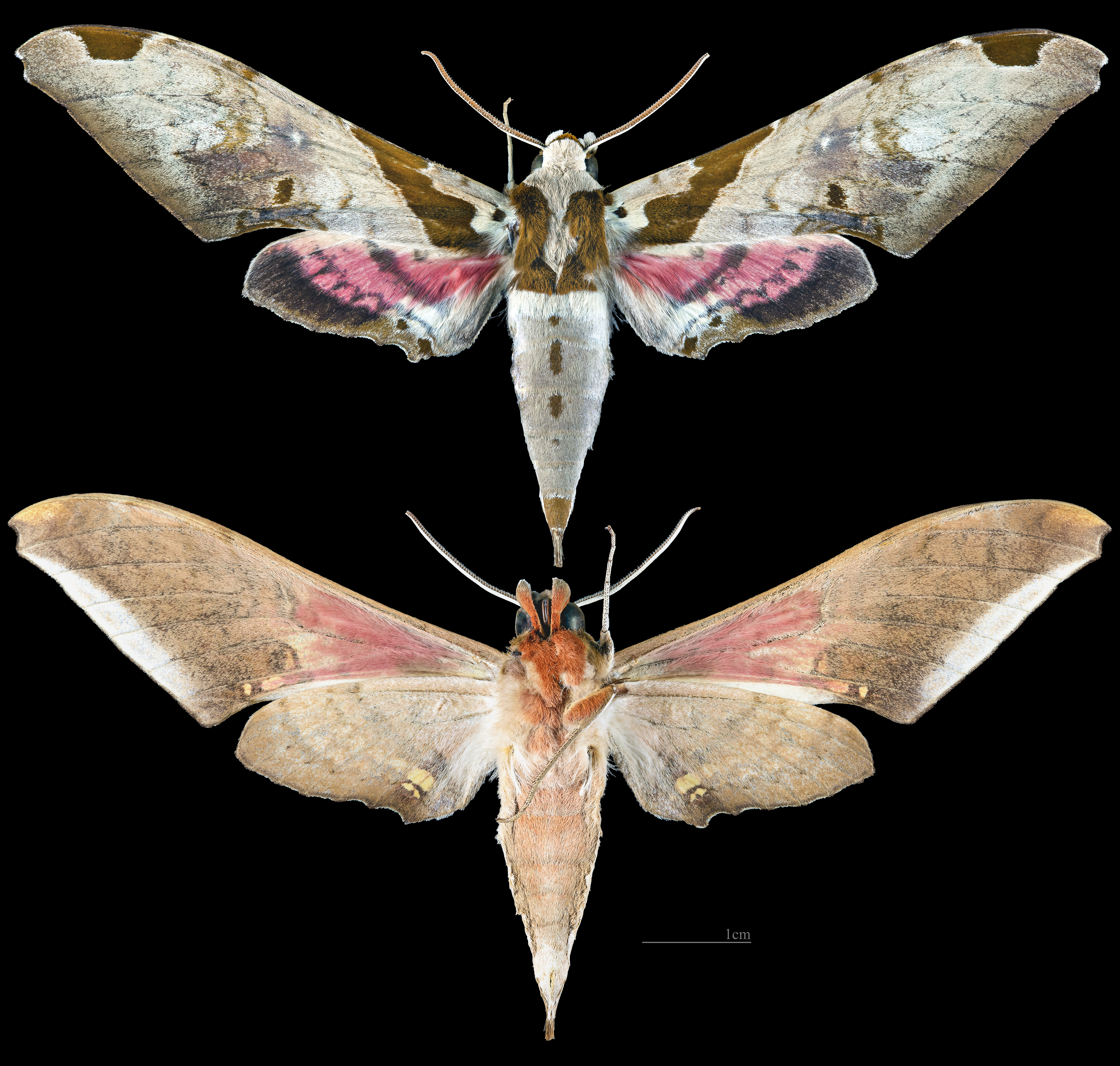
Adhemarius eurysthenes
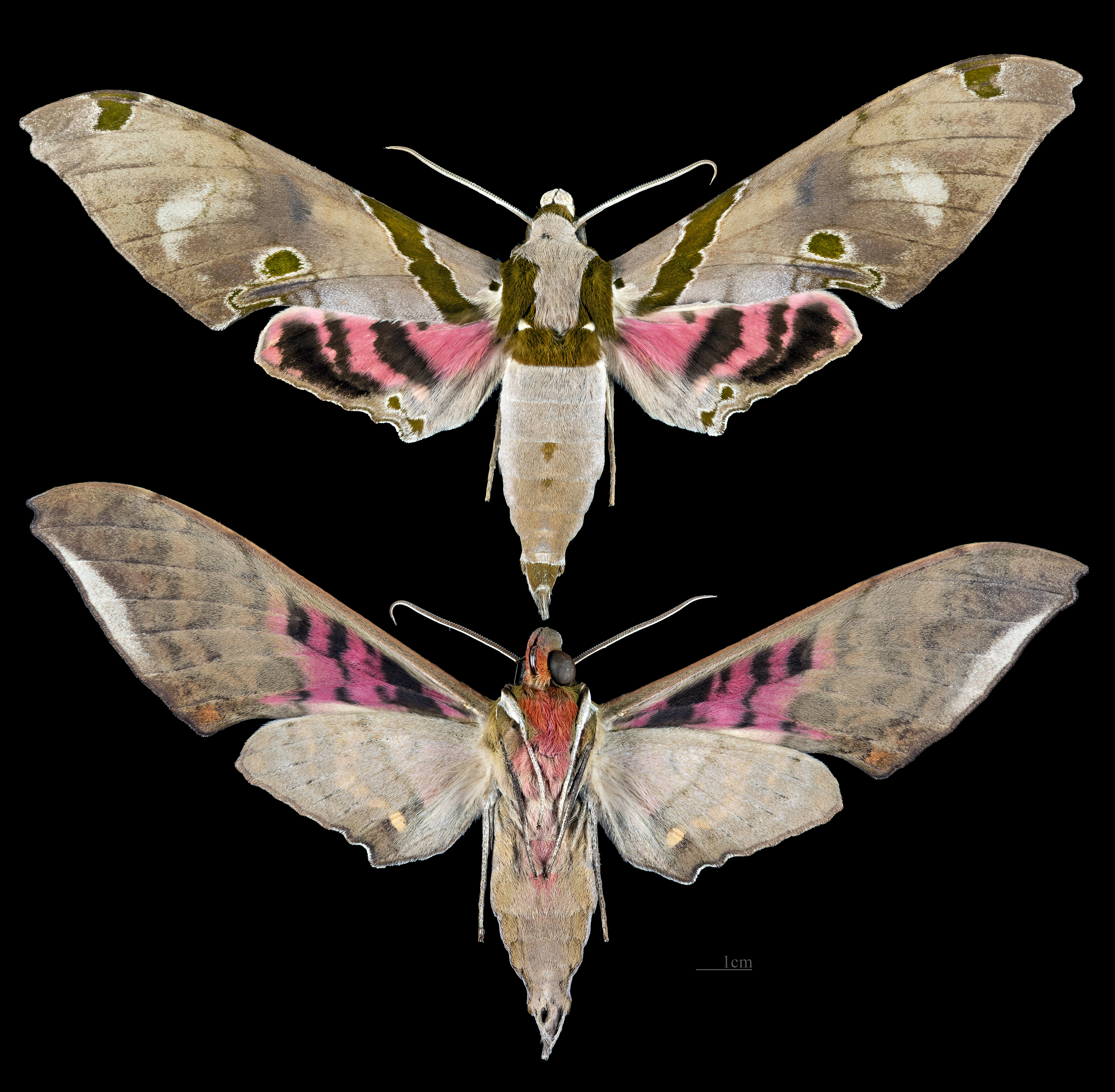
Adhemarius gagarini
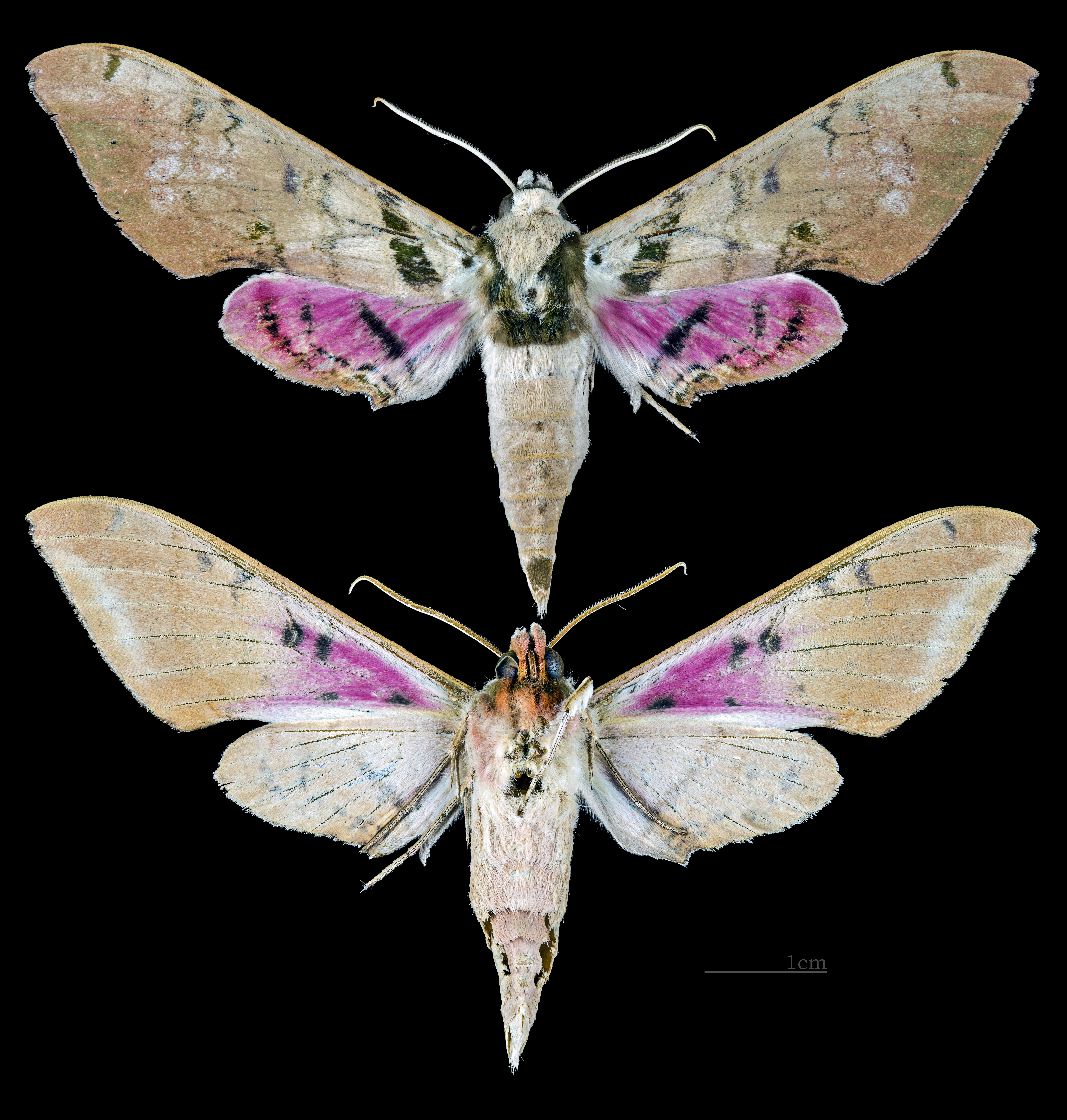
Adhemarius gannascus - MHNT
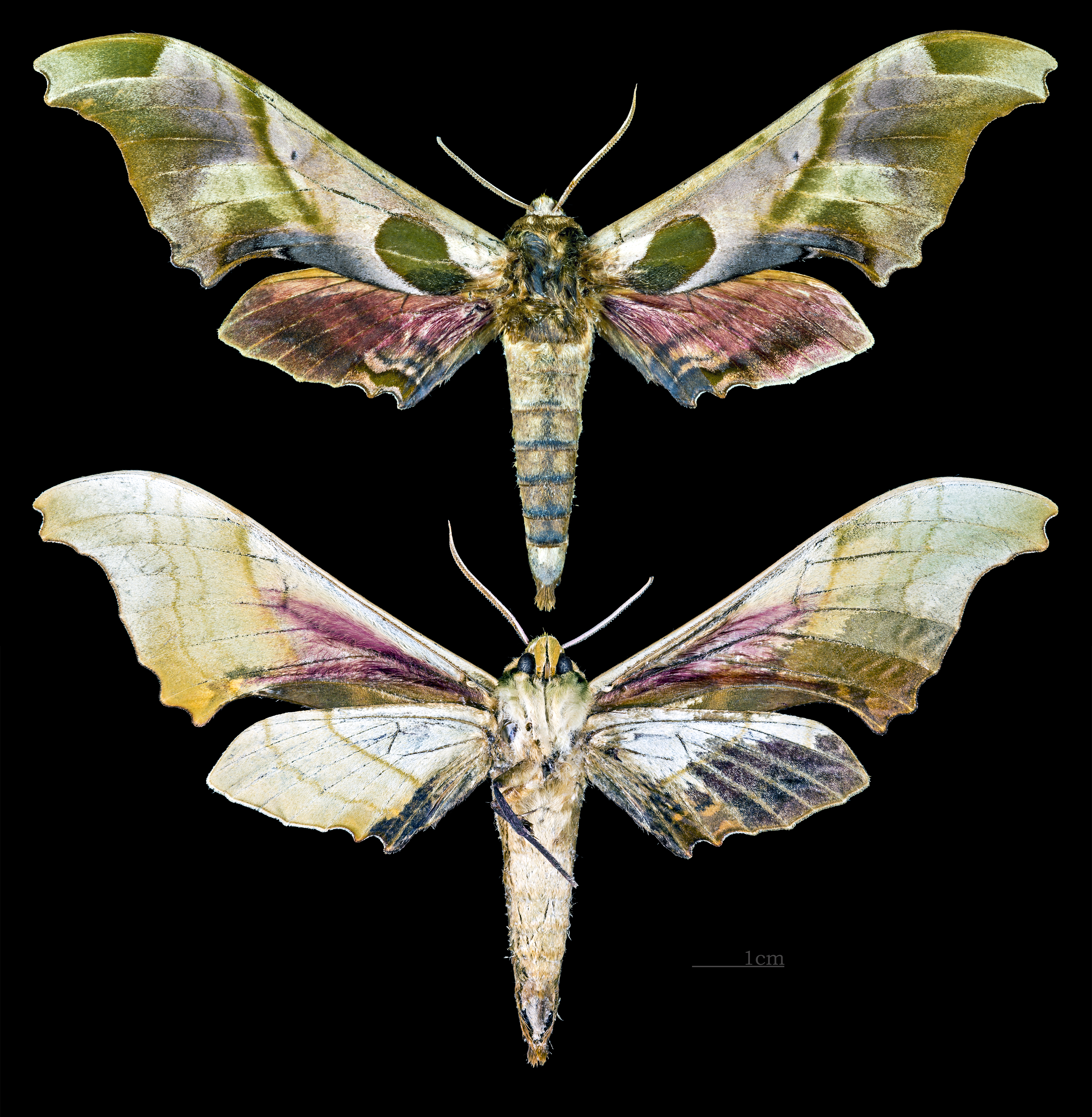
Adhemarius globifer  - MHNT
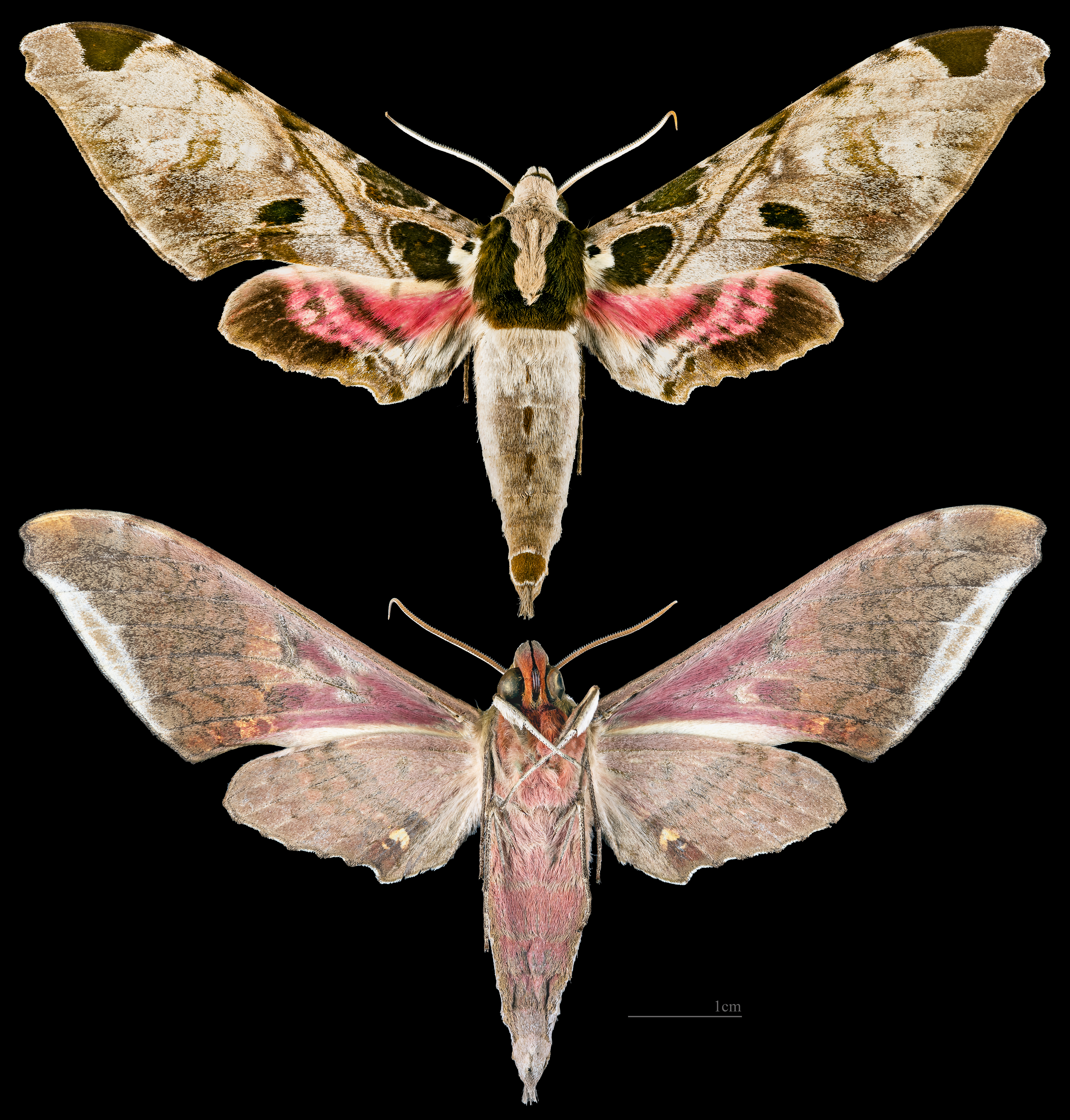
Adhemarius palmeri - MHNT
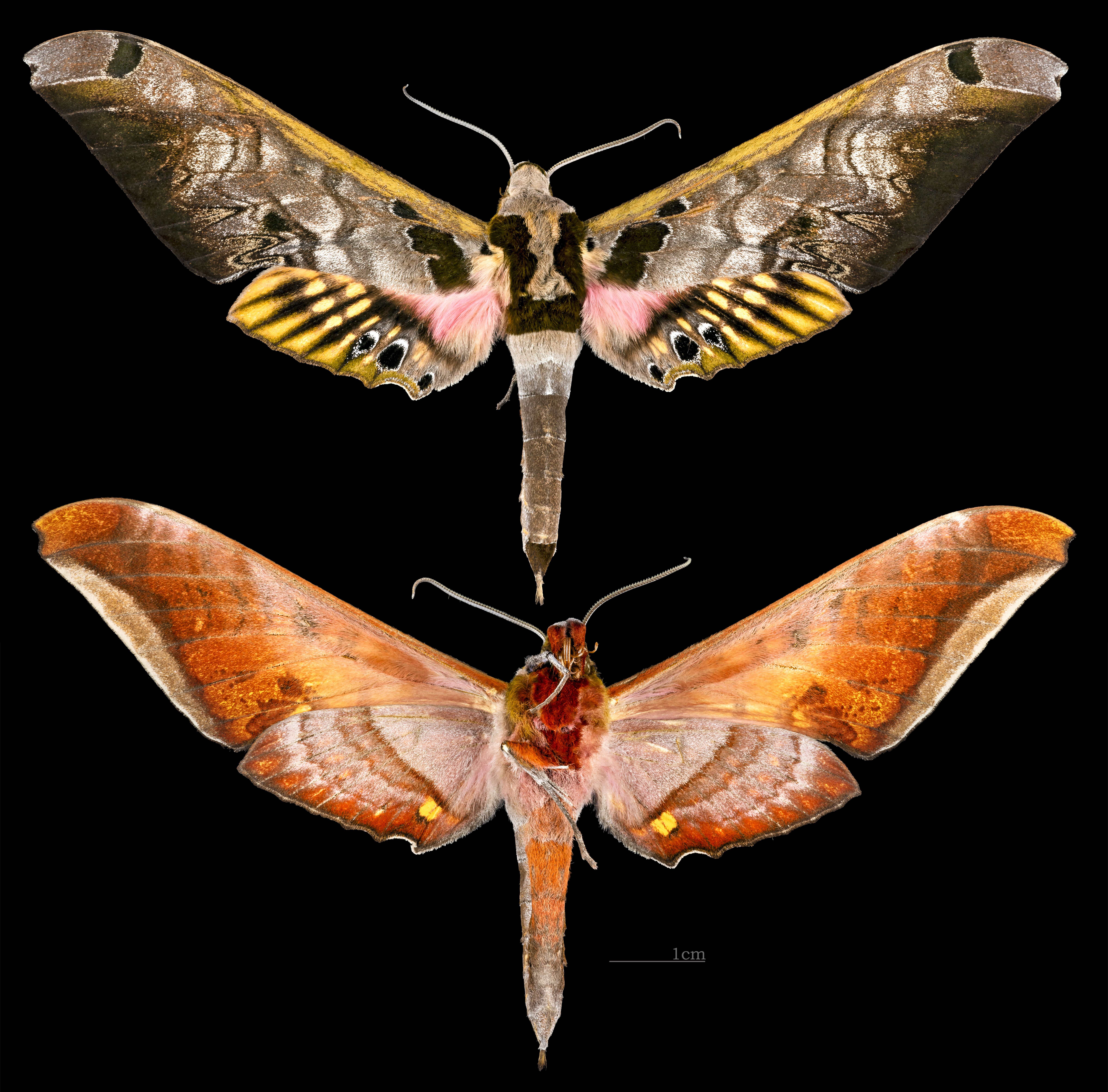
Adhemarius sexoculata
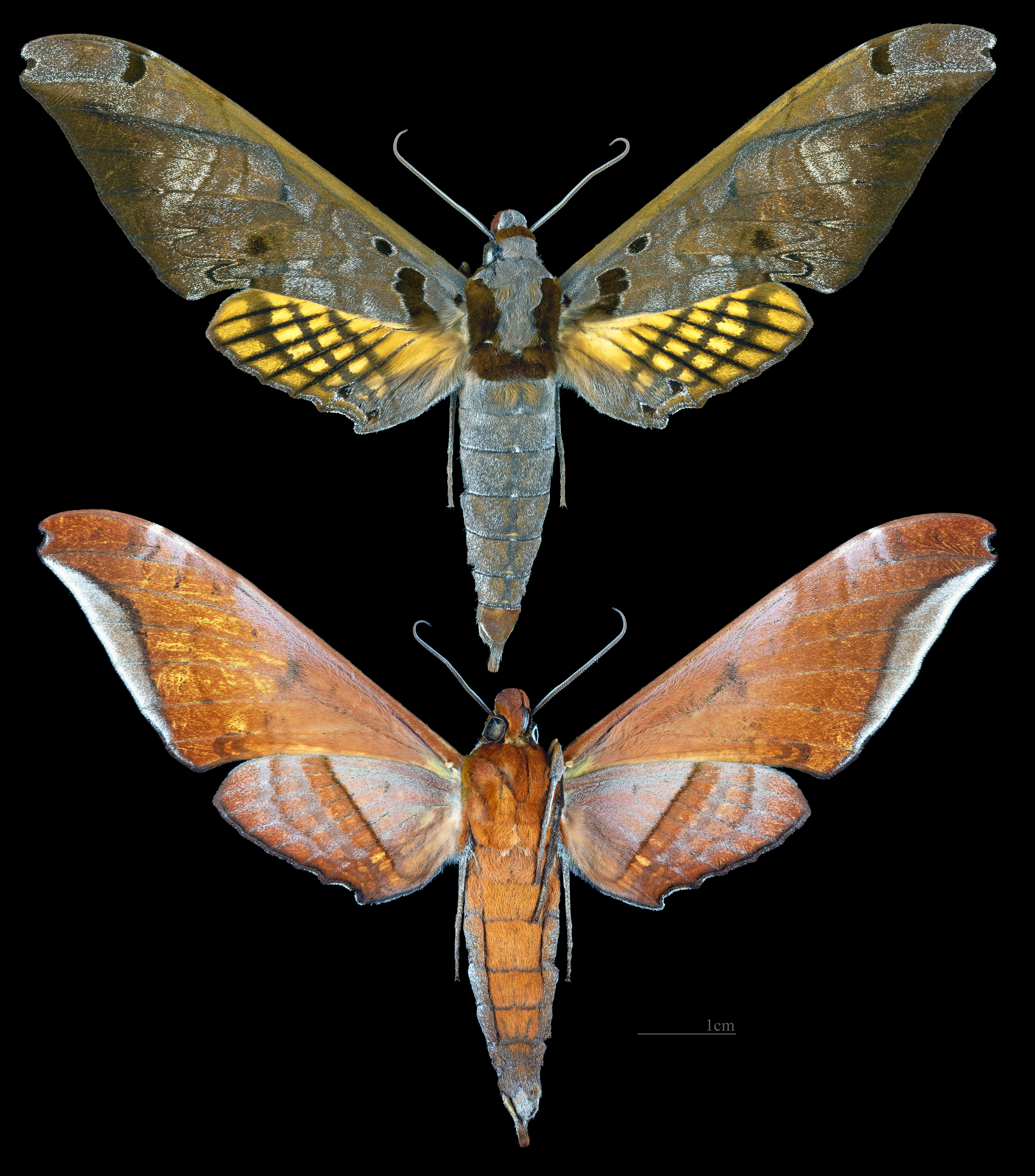
Adhemarius tigrina
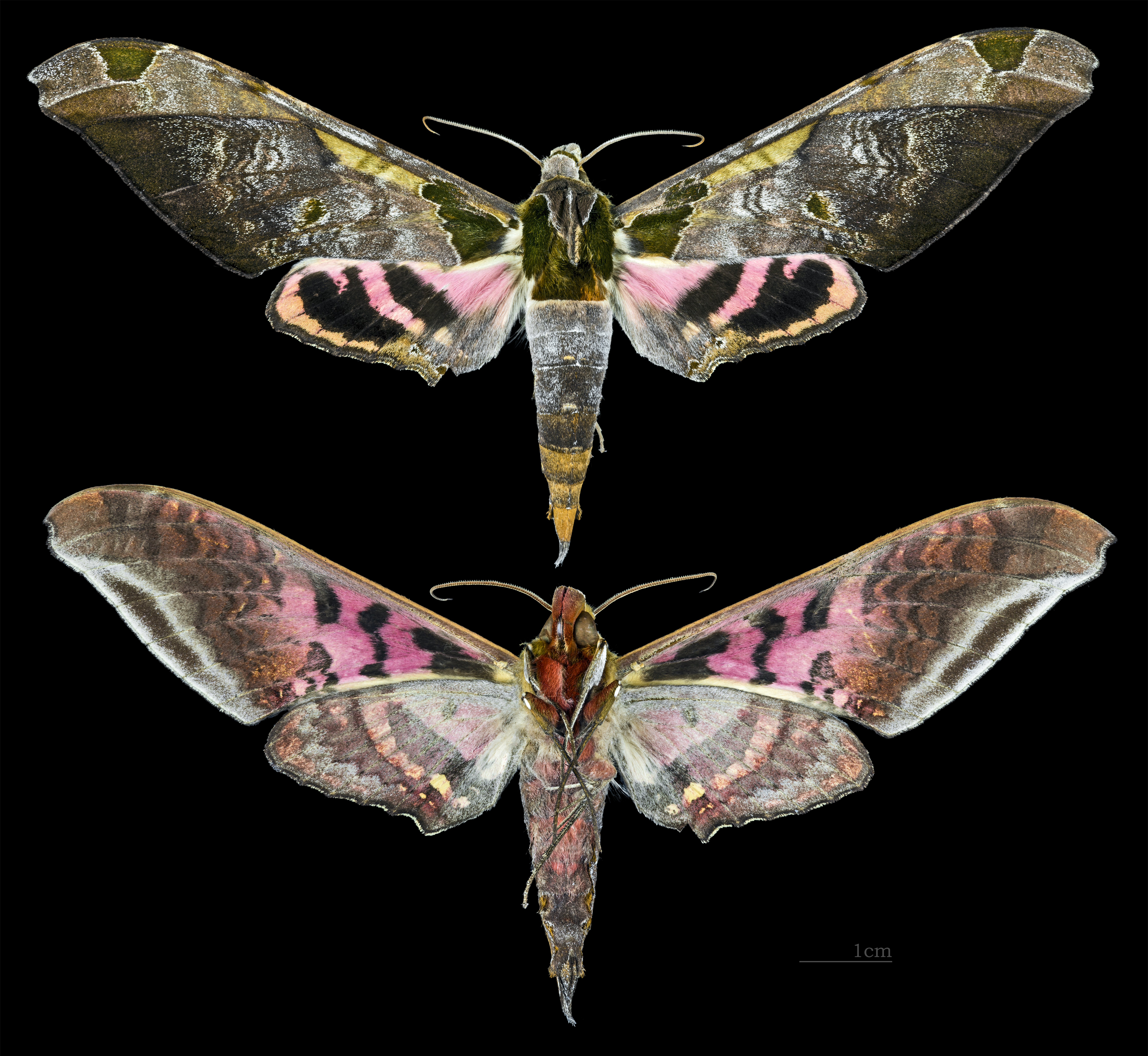
Adhemarius ypsilon - MHNT